# Anna Maria Birulés i Bertran
Anna Maria Birulés i Bertran (Girona, 1954), és una política i directiva empresarial catalana que fou nomenada Ministra de Ciència i Tecnologia durant el segon govern de José María Aznar.

## Biografia
Va néixer el 28 de juny de 1954 a la ciutat de Girona. Va estudiar ciències econòmiques a la Universitat de Barcelona, ampliant posteriorment els seus estudis a la Universitat de Berkeley dels Estats Units d'Amèrica. De jove va militar en PSUC.
És membre del Cercle d'Empresaris i de la junta del Cercle d'Economia de Barcelona.

## Activitat professional
Va iniciar la seva activitat professional al Departament d'Indústria de la Generalitat de Catalunya, esdevenint Directora General del Centre d'Informació i Desenvolupament Empresarial (CIDEM), Directora General de Promoció Comercial, Presidenta del Consorci per a la Promoció Comercial de Catalunya (COPCA), entre d'altres, sota les ordres del Director General d'Indústria de la Generalitat, Josep Piqué i Camps.
L'any 1997 abandonà el seu càrrec de Secretària General del Banc de Sabadell per ser nomenada Directora General de Retevisión, des de la qual va dirigir el procés d'expansió de l'operador de telecomunicacions, mitjançant la vertrebració de la companyia a través de les seves filials "Retevisión Móvil" (telefonia mòbil), "Onda Digital" (televisió digital terrestre) i "Retevisión Interactiva" (serveis d'internet).

## Activitat política
Sense afiliació política a cap partit fou nomenada Ministra de Ciència i Tecnologia en la formació del segon govern de José María Aznar l'any 2000. Ocupà aquest càrrec fins al 10 de juliol de 2002, moment en el qual fou substituïda pel seu mentor Josep Piqué.